# رود موريسون
رود موريسون هو لاعب هوكي الجليد كندي، ولد في 7 أكتوبر 1925، وتوفي في 10 أكتوبر 1998.

## وصلات خارجية
- رود موريسون على موقع دوري الهوكي الوطني (الإنجليزية)
- رود موريسون على موقع EliteProspects.com (الإنجليزية)
- رود موريسون على موقع HockeyDB.com (الإنجليزية)
- رود موريسون على موقع Hockey-Reference.com (الإنجليزية)